# J. Barbour & Sons

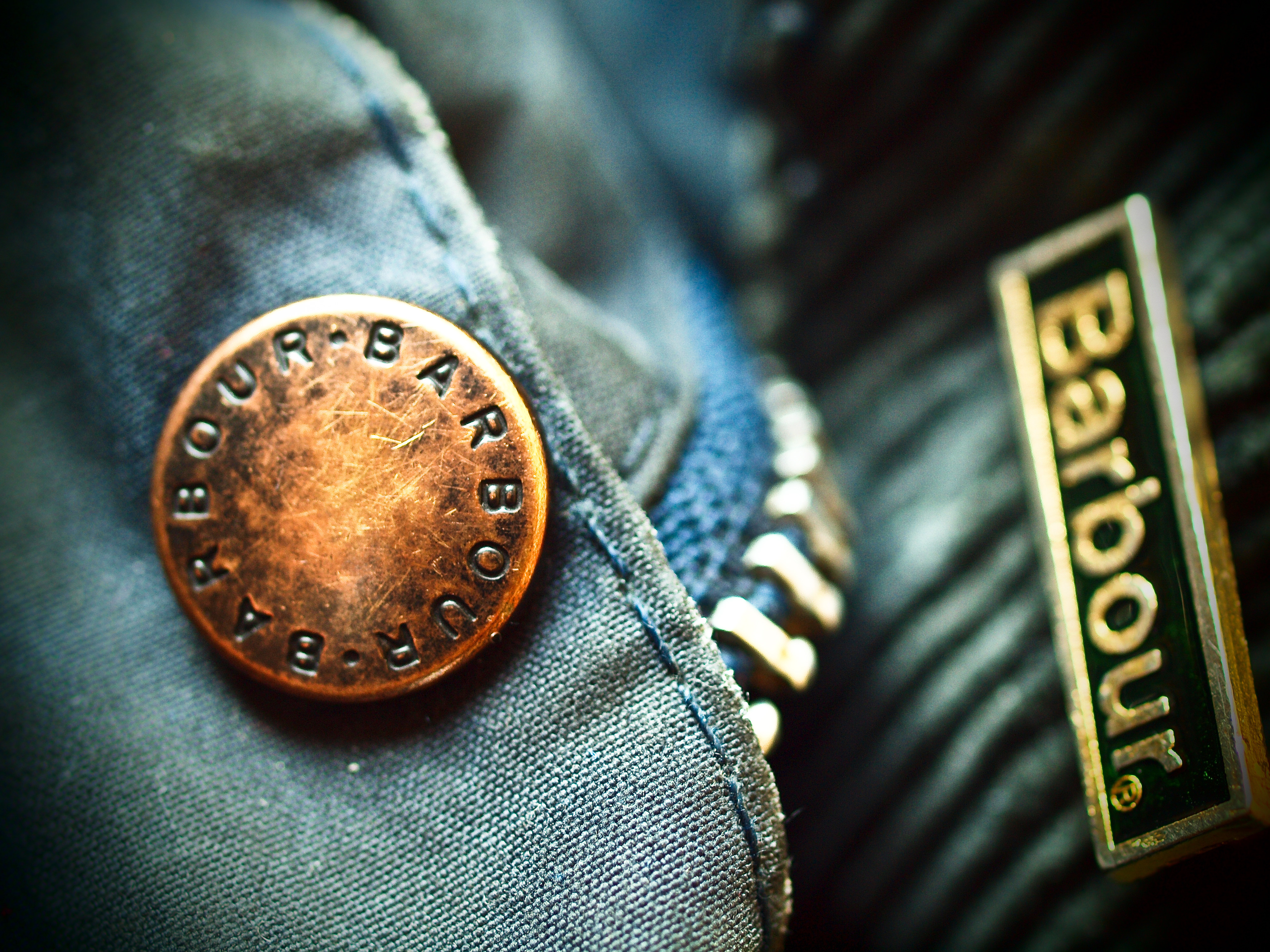
Płaszcz J. Barbour & Sons

J. Barbour & Sons Ltd. – brytyjskie przedsiębiorstwo odzieżowe, zajmujące się produkcją wodoodpornej odzieży użytkowej, często używanej jako strój do polowania lub do prac na otwartej przestrzeni. Ubrania wykonywane są z woskowanej tkaniny bawełnianej, charakteryzującej się dużą wytrzymałością. Oprócz ubrań roboczych firma produkuje też odzież o współczesnym kroju, nawiązującą do tradycyjnych brytyjskich wzorców mody.

## Historia
Firma została założona w 1894 roku przez Johna Barboura, pochodzącego z Galloway w Szkocji. Pierwotnie produkował on tkaniny olejakowe dla pracowników portu w South Shields pod Newcastle. W pierwszej połowie XX wieku firma była dostawcą odzieży dla brytyjskiej armii, jednocześnie otwierając się na szerszy rynek. Od lat 70. XX wieku ubrania firmy Barbour kojarzone są ze stylem życia brytyjskiej prowincji oraz ze strojem noszonym w trakcie polowań.

## Charakterystyka
Kurtki i płaszcze wykonywane z woskowanego płótna charakteryzują się wodoodpornością i dużą wytrzymałością, muszą być jednak konserwowane co około pół roku używania. Odpowiednio konserwowane płaszcze mogą być używane przez wiele lat. Poza płaszczami produkowane są też swetry, buty, odzież ze sztruksu i tzw. skóry angielskiej.